# Nhạc dōjin
Nhạc dōjin (同人音楽 Dōjin ongaku), cũng được gọi là otokei dōjin (音系同人) ở Nhật Bản, là tiểu thể loại của các hoạt động dōjin. Dōjin về cơ bản là các hoạt động tự xuất bản tác phẩm không chính thức bằng tiếng Nhật, có thể dựa theo những sản phẩm chính thức hoặc tạo ra các sản phẩm mới hoàn toàn cả về hình thức lẫn khái niệm. Các sản phẩm như vậy được bán trực tuyến trên các trang web chuyên biệt, trên website của chính tác giả và trong các hội nghị rất nổi tiếng như Comic Market (Comiket).
Nhạc dōjin tự bản thân nó không phải là một thể loại âm nhạc, nhưng là dấu ấn về một phương diện đặc biệt của nhạc phẩm được xuất bản. Nhạc dōjin bao gồm rất thường xuyên nhạc cải biên từ video game do người hâm mộ thực hiện. Nhiều bài nhạc dōjin nguyên bản không chỉ được bán riêng, mà còn được sáng tác để dùng trong những dōjin game. Nhạc dōjin có thể mở rộng sang rất nhiều thể loại nhạc, từ pop, rock, techno đến trance. Về bản chất, nhạc dōjin thường được tự sản xuất với chi phí thấp, bởi các ca-nghệ sĩ độc lập. Các phần mềm âm nhạc tiện lợi thường được rất nhiều nghệ sĩ sáng tác nhạc dōjin chọn sử dụng, vì nó rẻ hơn so với nhạc cụ trực tiếp trong phòng thu. Như vậy, nhạc dōjin gần như là đa dạng về chất lượng. Tùy vậy, việc trang bị đầy đủ thiết bị ngày càng trở nên phổ biến hơn trong giới âm nhạc dōjin.
Nghệ sĩ thực hiện bản nhạc dōjin có thể solo (làm một mình) hay là một ban nhạc. Việc các thành viên của nhiều ban và nhóm nhạc khác nhau cùng cộng tác trong một album là rất phổ biến. Một số dự án, như Woodsoft, là sự hợp tác của một số nghệ sĩ nhất định đóng góp cho từng album được họ phát hành. Mỗi thành viên trong nhóm thường có website của riêng mình, nơi mà họ ra mắt các nhạc phẩm cá nhân để tải về miễn phí và có thể cung cấp thông tin cập nhật về sự tham gia của họ trong album sắp tới. Một số nghệ sĩ thực sự không bao giờ phát hành album và tiếp tục sự nghiệp nghệ sĩ của mình dưới hình thức phi lợi nhuận. Khi lên kế hoạch bán công khai như trong Comiket, các nghệ sĩ thường mời một hay nhiều họa sĩ dōjin (dōjinka) vẽ minh họa booklet và bìa đĩa nhạc của họ, thường là gắn với chủ đề của tác phẩm liên quan đến anime và bishōjo game như visual novel.
Cũng giống như các tác giả dōjinshi, nhiều ca-nghệ sĩ nghiệp dư chọn tham gia vào một dự án nhạc dōjin để giới thiệu bản thân trước công chúng và gây sự chú ý đến một mức độ nhất định, để có thể tiến bước thực thụ vào ngành công nghiệp âm nhạc của Nhật Bản. Một số nghệ sĩ hay ban nhạc dōjin cũng hợp tác với các công ty, doanh nghiệp anime và video game, và trong những lúc như vậy họ hoạt động như một nghệ sĩ chuyên nghiệp theo hợp đồng chính thức. Một số ca-nghệ sĩ và ban nhạc dōjin hoặc khởi đầu bằng sáng tác nhạc dōjin nổi tiếng gồm Sound Horizon, Supercell, Shikata Akiko, Annabel, Chata, Shimotsuki Haruka, v.v...
Đôi khi, người ta có thể viết lại lời bài hát của một ca khúc anime hiện có để tạo ra một bài nhạc dōjin, hoặc chèn ca từ vào một nhạc phẩm anime không lời. Những bài nhạc dōjin như vậy gọi là "dōjinshi" (同人詞 chữ "shi" (詞) nghĩa là lời nhạc, không phải "shi" (誌) của dōjinshi). Các nghệ sĩ sáng tác nhạc bằng phần mềm tổng hợp giọng hát Vocaloid được gọi là Vocalo-P (ボカロＰ), dù không phải toàn bộ Vocalo-P đều là nhạc sĩ dòng dōjin.

## Các nghệ sĩ và nhóm nhạc đáng chú ý
- Shikata Akiko, một ca sĩ nữ cao, nhà soạn nhạc, người dàn dựng, nhà sản xuất và nghệ sĩ đa nhạc cụ có các bài hát thường hướng đến chủ nghĩa thử nghiệm
- Annabel, người đã thực hiện một số tác phẩm anime và được biết đến với các tác phẩm hợp tác với các nhạc sĩ như Yanagi Nagi và bermei.inazawa
- Chata, một trò chơi điện tử và giọng ca anime
- Shimotsuki Haruka, một giọng ca nổi tiếng với những chủ đề giả tưởng của cô ấy
- IOSYS, một nhóm doujin thường được công nhận nhất nhờ sự sắp xếp Touhou
- Kishida Kyōdan & The Akeboshi Rockets, một ban nhạc rock được thành lập bởi Kishida và bốn thành viên khác
- Katakiri Rekka, một ca sĩ quản lý nhãn hiệu kín/Underground của riêng mình
- Sound Horizon, tự mô tả là "ban nhạc tưởng tượng"
- Team Shanghai Alice, người sáng tạo và nhà soạn nhạc cho Touhou Project